# Expo Kraków

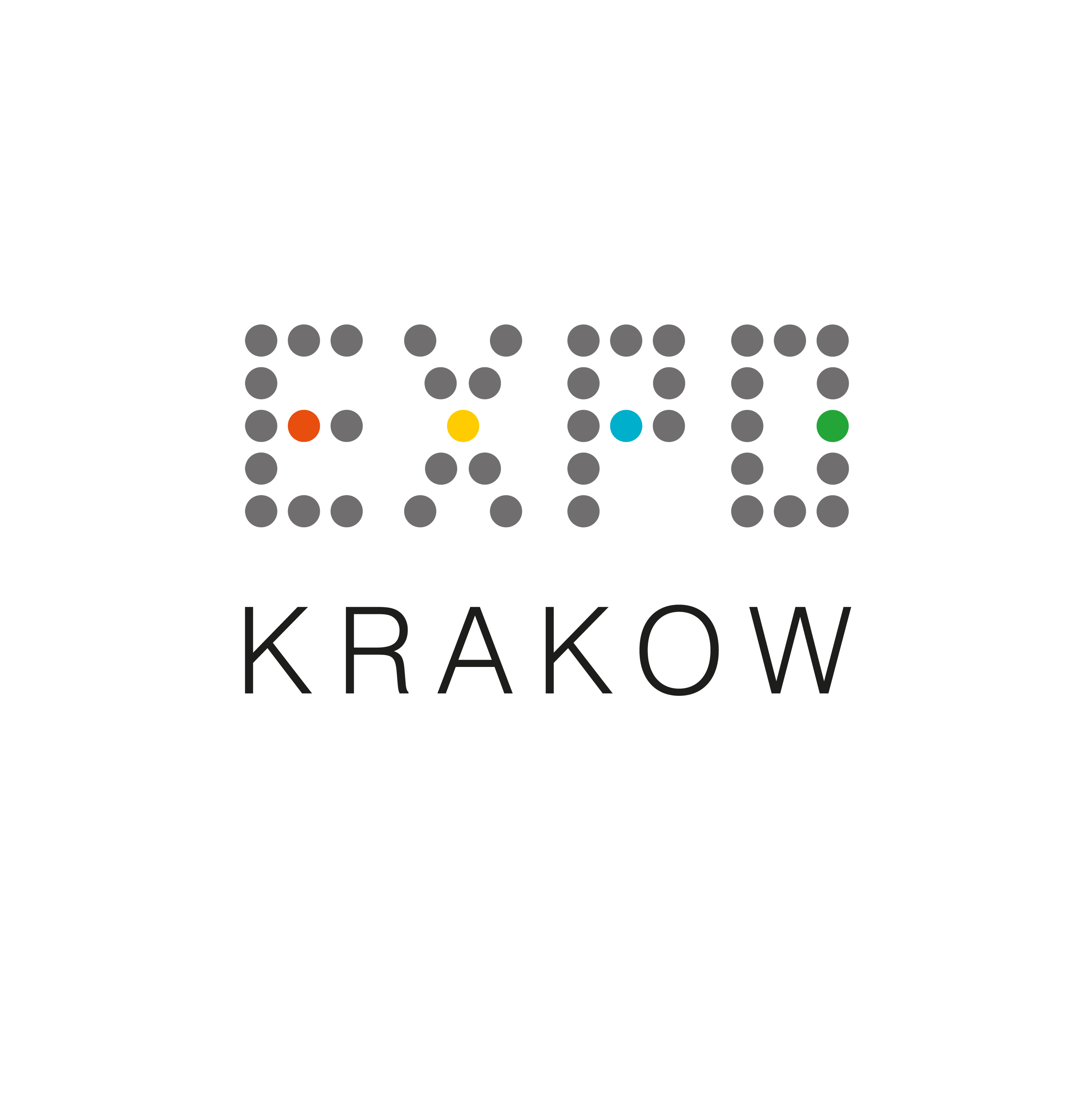
Logo EXPO Kraków

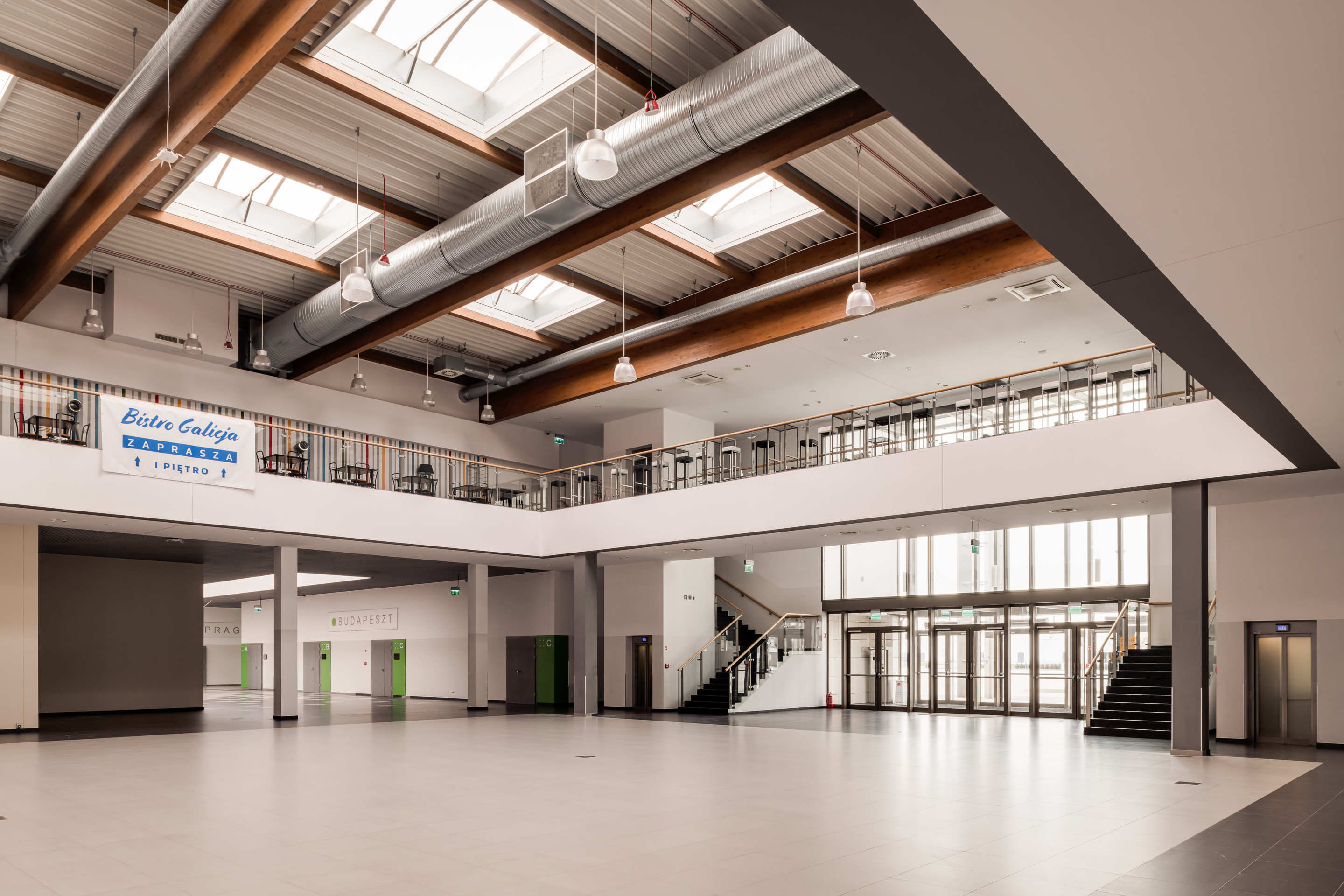
Lobby

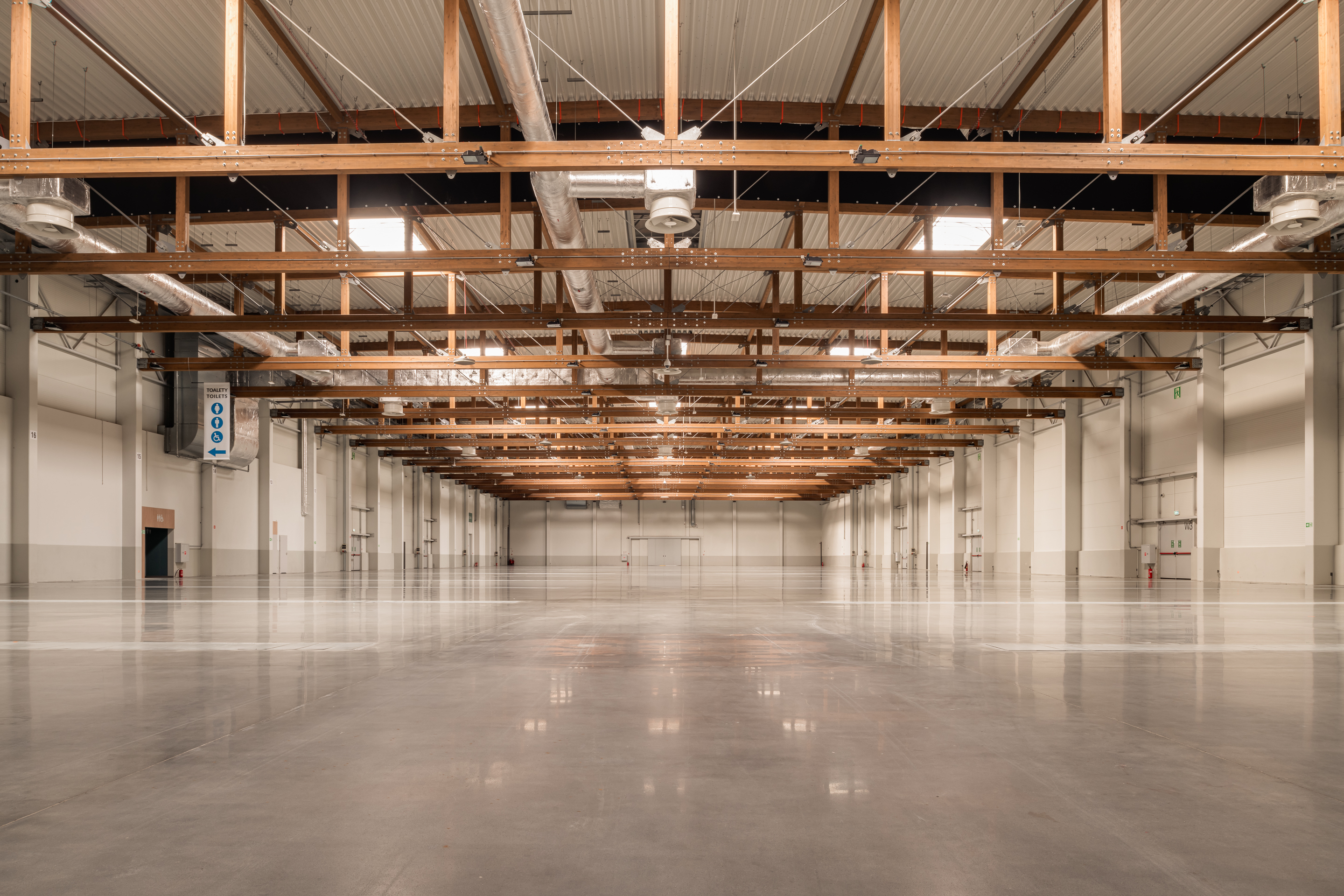
Hala Wisła

EXPO Kraków (ang. International Exhibition and Convention Centre EXPO Kraków) – obiekt targowo-kongresowy zlokalizowany w Krakowie w dzielnicy Czyżyny. Jego właścicielem i wyłącznym operatorem jest firma Targi w Krakowie sp. z o.o.

## Historia
We wrześniu 2012 roku prezes firmy Targi w Krakowie Sp. z o.o. Grażyna Grabowska poinformowała podczas konferencji prasowej o nowej inwestycji – Międzynarodowym Centrum Targowo-Kongresowym EXPO Kraków. Generalnym wykonawcą prac została firma RE-Bau Sp. z o.o., zleceniodawcą zaś firma Targi w Krakowie Sp. z o.o. Otwarcie odbyło się 14 maja 2014 roku. Centrum stanowi aktualnie siedzibę Targów w Krakowie Sp. z o.o. Odbywają się tam imprezy organizowane zarówno przez Targi w Krakowie, jak również zewnętrzne przedsiębiorstwa.
Pomieszczenia wewnątrz obiektu noszą nazwy rzek (hale Wisła i Dunaj) oraz europejskich miast (sale konferencyjne Bratysława, Wiedeń, Lwów, Budapeszt, Praga). Nazewnictwo nawiązuje do historycznej współpracy tych miast za czasów Galicji oraz do międzynarodowego charakteru targów i imprez organizowanych w Krakowie.

## Opis obiektu
Obiekt jest przystosowany do realizacji targów, kongresów, konferencji, spotkań branżowych, prezentacji produktowych, szkoleń, uroczystych gal, bankietów, imprez kulturalno-rozrywkowych, a także pokazów mody i halowych zawodów sportowych. Konstrukcja obiektu umożliwia również produkcję i realizację filmową oraz telewizyjną.
Międzynarodowe Centrum Targowo-Kongresowe EXPO Kraków zagospodarowane zostało na 7,2 ha terenu. Powierzchnia użytkowa obiektu wynosi 14 tys. m² i obejmuje:
- dwie bezfilarowe hale ekspozycyjne o łącznej powierzchni 9 tys. m² (hala Wisła – 5 tys. m², hala Dunaj 4 tys. m²) o nośności podłogi 40kPa i wysokości ponad 8 m
- zespół klimatyzowanych, modułowych sal konferencyjnych: Bratysława, Wiedeń, Lwów, Budapeszt, Praga
- 4 pokoje spotkań
- lobby
- restaurację

W budynku znajdują się również pomieszczenia biurowe firmy Targi w Krakowie sp. z o.o. Obszar przed centrum zagospodarowany został jako parking mieszący ponad 700 samochodów. Całość terenu otoczona jest zielenią.

## Imprezy w obiekcie
W centrum odbywają się imprezy organizowane przez firmę Targi w Krakowie sp. z o.o. m.in.: Międzynarodowe Targi Książki w Krakowie, Międzynarodowe Targi Stomatologiczne KRAKDENT, Międzynarodowe Targi Obróbki, Magazynowania i Transportu Materiałów Sypkich i Masowych SYMAS, Międzynarodowe Targi Wyposażenia Hoteli i Gastronomii HORECA oraz przez zewnętrzne przedsiębiorstwa m.in.: Kongres i targi LNE czy Targi Biżuterii i Zegarków Jubinale.